# Schnellfahrstrecke Mailand–Bologna
| Die Strecke bei San Rocco al Porto |                      |                                                                      |                                                                      |
| Streckennummer (RFI): | 82 bis               |                                                                      |                                                                      |
| Kursbuchstrecke (IT): | 45                   |                                                                      |                                                                      |
| Streckenlänge: | 182 km               |                                                                      |                                                                      |
| Spurweite: | 1435 mm (Normalspur) |                                                                      |                                                                      |
| Stromsystem: | 25 kV 50 Hz ~        |                                                                      |                                                                      |
| Maximale Neigung: | 15 ‰                 |                                                                      |                                                                      |
| Minimaler Radius: | 3440 m               |                                                                      |                                                                      |
| Streckengeschwindigkeit: | 300 km/h             |                                                                      |                                                                      |
| |                      |                                                                      |                                                                      |
| \| \| \| Milano Centrale \| 139 m \| \| \| \| siehe Bahnstrecke Mailand–Bologna \| \| \| \| 23,474 191,220 \| Bivio/P.C. Melegnano \| Bivio/P.C. Melegnano \| \| \| \| nach Bologna \| \| \| \| 166,252 \| Livraga \| Livraga \| \| \| \| Bahnstrecke Pavia–Cremona \| \| \| \| \| Somaglia (1.019 m) \| \| \| \| (0,000) 153,358 \| Bivio Piacenza Ovest \| Bivio Piacenza Ovest \| \| \| (3,819) \| P.M. Piacenza Ovest von Mailand \| P.M. Piacenza Ovest von Mailand \| \| \| \| nach Bologna \| \| \| \| \| Po \| \| \| \| \| A 21 – E 70 \| \| \| \| \| von Piacenza \| \| \| \| (3,860) \| 2° Bivio Piacenza Est nach Cremona \| 2° Bivio Piacenza Est nach Cremona \| \| \| (0,000) 139,693 \| 1° Bivio Piacenza Est \| 1° Bivio Piacenza Est \| \| \| \| Nure \| \| \| \| 135,853 \| P.C. Piacenza \| P.C. Piacenza \| \| \| \| A 21/A 1 \| \| \| \| (0,000) 119,296 \| 1° Bivio Fidenza Ovest \| 1° Bivio Fidenza Ovest \| \| \| (3,698) \| 2° Bivio/P.P. Fidenza Ovest von Cremona \| 2° Bivio/P.P. Fidenza Ovest von Cremona \| \| \| \| nach Fidenza \| \| \| \| 108,699 \| P.C. Fontanellato \| P.C. Fontanellato \| \| \| \| Fontanellato (1.543 m) \| \| \| \| \| Taro \| \| \| \| \| Bahnstrecke Parma–Brescia \| \| \| \| \| von Parma \| \| \| \| (3,138) \| 2° Bivio/P.C. Parma Est nach Suzzara \| 2° Bivio/P.C. Parma Est nach Suzzara \| \| \| (0,000) 85,602 \| 1° Bivio Parma Est \| 1° Bivio Parma Est \| \| \| 72,860 \| P.M. Campegine \| P.M. Campegine \| \| \| 63,481 \| Reggio Emilia AV Mediopadana \| Reggio Emilia AV Mediopadana \| \| \| \| Bahnstrecke Reggio Emilia–Guastalla \| \| \| \| 52,835 \| P.C. Rubiera \| P.C. Rubiera \| \| \| (0,000) 44,362 \| Bivio Modena Ovest \| Bivio Modena Ovest \| \| \| (4,474) \| Quattro Ville Sud von Verona \| Quattro Ville Sud von Verona \| \| \| \| nach Modena \| \| \| \| \| Secchia \| \| \| \| \| Panaro \| \| \| \| \| Verbindung mit Bestandsstrecke \| \| \| \| 18,996 \| Bivio Castelfranco Est \| Bivio Castelfranco Est \| \| \| \| Samoggia \| \| \| \| \| Anzola dell’Emilia \| \| \| \| \| P.M. Anzola \| \| \| \| \| P.M. Lavino \| \| \| \| \| Güterumfahrungsbahn Bologna \| \| \| \| \| A 14 – E 45 \| \| \| \| \| von Pistoia / von Verona \| \| \| \| \| Reno \| \| \| \| \| P.M. Santa Viola \| \| \| \| \| \| \| \| \| \| von Padua \| \| \| \| \| Bologna Centrale \| \| \| \| \| nach Portomaggiore, nach Florenz, nach Ancona sowie SFS nach Florenz \| \| |                      |                                                                      |                                                                      |
| Kopfbahnhof Streckenanfang · Kopfbahnhof Streckenanfang |                      | Milano Centrale                                                      | 139 m                                                                |
| |                      | siehe Bahnstrecke Mailand–Bologna                                    |                                                                      |
| Abzweig geradeaus und nach links · Abzweig geradeaus und von rechts | 23,474 191,220       | Bivio/P.C. Melegnano                                                 | Bivio/P.C. Melegnano                                                 |
| Strecke · Strecke nach links |                      | nach Bologna                                                         | nach Bologna                                                         |
| Dienststation / Betriebs- oder Güterbahnhof | 166,252              | Livraga                                                              | Livraga                                                              |
| Kreuzung geradeaus oben |                      | Bahnstrecke Pavia–Cremona                                            | Bahnstrecke Pavia–Cremona                                            |
| Tunnel |                      | Somaglia (1.019 m)                                                   | Somaglia (1.019 m)                                                   |
| Strecke von links · Abzweig geradeaus und nach rechts | (0,000) 153,358      | Bivio Piacenza Ovest                                                 | Bivio Piacenza Ovest                                                 |
| Abzweig geradeaus und von links · Kreuzung geradeaus oben | (3,819)              | P.M. Piacenza Ovest von Mailand                                      | P.M. Piacenza Ovest von Mailand                                      |
| Strecke nach rechts · Strecke |                      | nach Bologna                                                         | nach Bologna                                                         |
| Brücke über Wasserlauf |                      | Po                                                                   | Po                                                                   |
| Strecke mit Straßenbrücke |                      | A 21 – E 70                                                          | A 21 – E 70                                                          |
| Strecke von rechts · Strecke |                      | von Piacenza                                                         | von Piacenza                                                         |
| Abzweig geradeaus und nach links · Kreuzung geradeaus oben | (3,860)              | 2° Bivio Piacenza Est nach Cremona                                   | 2° Bivio Piacenza Est nach Cremona                                   |
| Strecke nach links · Abzweig geradeaus und von rechts | (0,000) 139,693      | 1° Bivio Piacenza Est                                                | 1° Bivio Piacenza Est                                                |
| Brücke über Wasserlauf |                      | Nure                                                                 | Nure                                                                 |
| Überleitstelle / Spurwechsel | 135,853              | P.C. Piacenza                                                        | P.C. Piacenza                                                        |
| Brücke |                      | A 21/A 1                                                             | A 21/A 1                                                             |
| Strecke von links · Abzweig geradeaus und nach rechts | (0,000) 119,296      | 1° Bivio Fidenza Ovest                                               | 1° Bivio Fidenza Ovest                                               |
| Abzweig geradeaus und von links · Kreuzung geradeaus oben | (3,698)              | 2° Bivio/P.P. Fidenza Ovest von Cremona                              | 2° Bivio/P.P. Fidenza Ovest von Cremona                              |
| Strecke nach rechts · Strecke |                      | nach Fidenza                                                         | nach Fidenza                                                         |
| Überleitstelle / Spurwechsel | 108,699              | P.C. Fontanellato                                                    | P.C. Fontanellato                                                    |
| Tunnel |                      | Fontanellato (1.543 m)                                               | Fontanellato (1.543 m)                                               |
| Brücke über Wasserlauf |                      | Taro                                                                 | Taro                                                                 |
| Kreuzung geradeaus oben |                      | Bahnstrecke Parma–Brescia                                            | Bahnstrecke Parma–Brescia                                            |
| Strecke von rechts · Strecke |                      | von Parma                                                            | von Parma                                                            |
| Abzweig geradeaus und nach links · Kreuzung geradeaus oben | (3,138)              | 2° Bivio/P.C. Parma Est nach Suzzara                                 | 2° Bivio/P.C. Parma Est nach Suzzara                                 |
| Strecke nach links · Abzweig geradeaus und von rechts | (0,000) 85,602       | 1° Bivio Parma Est                                                   | 1° Bivio Parma Est                                                   |
| Dienststation / Betriebs- oder Güterbahnhof | 72,860               | P.M. Campegine                                                       | P.M. Campegine                                                       |
| Bahnhof | 63,481               | Reggio Emilia AV Mediopadana                                         | Reggio Emilia AV Mediopadana                                         |
| Kreuzung geradeaus oben |                      | Bahnstrecke Reggio Emilia–Guastalla                                  | Bahnstrecke Reggio Emilia–Guastalla                                  |
| Überleitstelle / Spurwechsel | 52,835               | P.C. Rubiera                                                         | P.C. Rubiera                                                         |
| Strecke von links · Abzweig geradeaus und nach rechts | (0,000) 44,362       | Bivio Modena Ovest                                                   | Bivio Modena Ovest                                                   |
| Abzweig geradeaus und von links · Kreuzung geradeaus oben | (4,474)              | Quattro Ville Sud von Verona                                         | Quattro Ville Sud von Verona                                         |
| Strecke nach rechts · Strecke |                      | nach Modena                                                          | nach Modena                                                          |
| Brücke über Wasserlauf |                      | Secchia                                                              | Secchia                                                              |
| Brücke über Wasserlauf |                      | Panaro                                                               | Panaro                                                               |
| Strecke von rechts · Strecke |                      | Verbindung mit Bestandsstrecke                                       | Verbindung mit Bestandsstrecke                                       |
| Abzweig geradeaus und nach links · Abzweig geradeaus und von rechts | 18,996               | Bivio Castelfranco Est                                               | Bivio Castelfranco Est                                               |
| Haltepunkt / Haltestelle · Strecke |                      | Samoggia                                                             | Samoggia                                                             |
| Haltepunkt / Haltestelle · Strecke |                      | Anzola dell’Emilia                                                   | Anzola dell’Emilia                                                   |
| Abzweig geradeaus und von links · Abzweig geradeaus und nach rechts |                      | P.M. Anzola                                                          | P.M. Anzola                                                          |
| Dienststation / Betriebs- oder Güterbahnhof · Strecke |                      | P.M. Lavino                                                          | P.M. Lavino                                                          |
| Abzweig geradeaus und nach links · Kreuzung geradeaus oben |                      | Güterumfahrungsbahn Bologna                                          | Güterumfahrungsbahn Bologna                                          |
| |                      | A 14 – E 45                                                          |                                                                      |
| Abzweig geradeaus, von links und von rechts · Kreuzung geradeaus unten |                      | von Pistoia / von Verona                                             | von Pistoia / von Verona                                             |
| Brücke über Wasserlauf · Brücke über Wasserlauf |                      | Reno                                                                 | Reno                                                                 |
| Dienststation / Betriebs- oder Güterbahnhof · Dienststation / Betriebs- oder Güterbahnhof |                      | P.M. Santa Viola                                                     | P.M. Santa Viola                                                     |
| Strecke · Tunnelanfang |                      |                                                                      |                                                                      |
| Abzweig geradeaus und von links · Kreuzung mit oberirdischer Strecke (im Tunnel) |                      | von Padua                                                            | von Padua                                                            |
| Bahnhof · Bahnhof (im Tunnel) |                      | Bologna Centrale                                                     | Bologna Centrale                                                     |
| Strecke · Strecke (im Tunnel) |                      | nach Portomaggiore, nach Florenz, nach Ancona sowie SFS nach Florenz | nach Portomaggiore, nach Florenz, nach Ancona sowie SFS nach Florenz |

Die Schnellfahrstrecke Mailand–Bologna ist Teil des Hochgeschwindigkeitsnetzes in Italien und ein Streckenast der TEN-Achse Nr. 1. Sie wurde am 13. Dezember 2008 eröffnet.

## Bau
Die Planungen zum Bau der Schnellfahrstrecke Mailand-Bologna begannen im Dezember 1993. Die Bauarbeiten wurden in fünf Planungsabschnitte eingeteilt: Mailand–Piacenza West, Piacenza West–Modena Ost, Modena Ost–Bologna, Anschluss Parma und die Streckenverlegung in Modena.
1997 bis 1998 legte man den Streckenverlauf in den einzelnen Bauabschnitten fest. Der Bauauftrag für vier Bauabschnitte wurde im Jahr 2000 an das Bieterkonsortium CEPAV UNO vergeben. Die Bauarbeiten begannen noch im gleichen Jahr und wurden im September 2008 abgeschlossen. Die Abzweigungen Fidenza, Parma und Modena West wurden erst Ende 2009 eröffnet.
Ende 2003 wurde der Auftrag zur Ausrüstung der Strecke mit Leit- und Sicherungstechnik mit einem Umfang von 65 Millionen Euro an Alstom vergeben.
Die Projektplanungen sahen Gesamtkosten in Höhe von 6,916 Milliarden Euro vor, von denen bis Mitte 2006 4,229 Milliarden Euro investiert wurden.
Im Zusammenhang mit dem Umbau des Bahnhofs Bologna Centrale wurde die Schnellfahrstrecke bis Bologna verlängert. Dort mündet sie in einen unterirdischen Bahnhof unter dem bisherigen Bahnhof.

## Streckencharakteristik
Die Schnellfahrstrecke führt zu großen Teilen (130 km) entlang der Autobahn A1. Von den insgesamt 182 Kilometern verlaufen 3,5 in Tunneln und 35 auf Brücken oder Viadukten. Die Schnellfahrstrecke zweigt hinter dem Fluss Lambro von der bestehenden Strecke Mailand-Bologna ab und führt vorbei an Piacenza, Parma, Reggio nell’Emilia und Modena bis nach Lavino kurz vor Bologna. Die einzige Zwischenstation befindet sich in Reggio nell’Emilia. Die Strecke ist für Geschwindigkeiten bis zu 300 km/h ausgelegt. Im Bereich von Modena ist die Geschwindigkeit jedoch aufgrund engerer Kurvenradien auf 240 km/h begrenzt.

### Streckenverlauf
Die Schnellfahrstrecke fädelt im Bereiche des Bahnhof Milano Rogoredo aus der Bahnstrecke Mailand–Bologna aus und hält sich dann bis Melegnano südlich der Bestandsstrecke, ehe sie mit der Autostrada 1 bis kurz westlich vor Modena gebündelt wird. Lediglich bei der Umfahrung von Piacenza weicht sie etwas nördlich von der Autobahn ab, um eine Verknüpfung mit der Bestandsstrecke zu gewährleisten. Modena wird, im Gegensatz zur Autostrada, großzügig im Norden umfahren und dahinter, bei Castelfranco Emilia, beginnt die Bündelung mit der Altstrecke bis zum Bahnhof Bologna Centrale.

## Betrieb
Auf der Schnellfahrstrecke sollten täglich zunächst 64 Züge ohne Halt verkehren. Mit Eröffnung weiterer Strecken im Anschluss sollte die Zuganzahl auf den neuen Gleisen um 34 % erhöht werden. Die Fahrzeit im Schnellverkehr sollte von früher 105 Minuten auf 65 Minuten sinken. Bis zum Jahr 2011 rechnet man mit einer Steigerung der Fahrgastzahlen im Schnellverkehr von heute durchschnittlich 12.600 auf 17.100 Personen pro Tag auf dieser Strecke. In Verbindung mit der alten Bahnstrecke Milano–Bologna sollte die gesamte Streckenkapazität von früher 244 auf 500 Züge pro Tag erhöht werden. Über die alte Strecke sollten hauptsächlich Regional- und Güterzüge rollen. Durch freiwerdende Kapazitäten sollten zusätzliche Regionalverbindungen möglich sein.
Am 8. Juni 2013 wurde ein neuer unterirdischer Bahnhof in Bologna eröffnet, der Hochgeschwindigkeitszügen vorbehalten bleibt. Dieser wurde direkt mit der Schnellfahrstrecke in Richtung Mailand und der Schnellfahrstrecke nach Florenz verknüpft. Dadurch wurde der Hochgeschwindigkeitsverkehr in diesem Bereich vom restlichen Verkehr abgekoppelt und die Reisezeit zwischen den beiden Städten auf 65 Minuten verkürzt.
Am Morgen des 6. Februar 2020 entgleiste bei Livraga ein ETR 400 von Trenitalia bei 292 km/h. Die beiden Triebfahrzeugführer kamen dabei ums Leben, 31 Fahrgäste wurden verletzt. Als mögliche Ursache gilt eine falsch gestellte Weiche.